# 卢隆加河
卢隆加河（法語：Lulonga）是刚果民主共和国赤道省的河流之一。它是刚果河左岸的一大支流， 全长200多千米，流入刚果河。它与刚果河右岸的卢库加河(Lukuga)、卢阿马河(Luama)、埃利拉河(Elila)、乌林迪河(Ulindi)、洛瓦河(Lowa)、阿鲁维米河 (Aruwimi)、伊廷比里河(himbiri)、蒙加拉河(Mongala)、乌班吉河(Oubangi)、桑加河(Sangha)，左岸的洛马米河(Lomami)、因基西河(Inkisi)、鲁基河(Ruki)、开赛河(Kasai)同为刚果河的支流。